# 마츠 타카코
마츠 타카코(松たか子, 다른 예명: 松本幸華 마츠모토 코우카[*], 본명: 佐橋隆子 사하시 다카코[*], 결혼 전 이름: 藤間隆子 후지마 다카코[*], 1977년 6월 10일~ )는 일본의 도쿄도출신의 가수겸 배우이다. 도쿄도 시부야구에 있는 파파도(PAPADO Inc.) 소속이다.

우리나라에는 그녀의 많은 앨범들 가운데 극히 일부만 공개되어 있다.

## 발자취
연극, 영화, 노래, 드라마 등 팔방으로 활약하고 있는 마츠 다카코는 유명 가부키 배우 마츠모토 하쿠오의 딸이기도 하다.
드라마 "꽃의 난"으로 데뷔하여 드라마 '롱 베케이션'과 '러브 제네레이션'의 연이은 성공으로 일본 내 최고 여배우의 반열에 오른다.
드라마의 성공과 함께 활동 반경을 연극과 음악으로 넓혀 뛰어난 재능을 보여주고 있다.
활동 초기에는 드라마와 음악에 치중하였다면, 2003년을 기점으로해(정확히 드라마 '언제나둘이서'의 예상 밖의 흥행 저조) 활동 후반기에는 연극의 비중을 높게 두었다.
유명작에는 키무라 타쿠야와 함께 한 드라마 《HERO》와 한국 팬들에게도 익숙한 영화 4월 이야기가 있다.
일본 내와 한국에서도 키무라 타쿠야와 실제로 결혼할줄 알았던 여론의 기대를 2007년 12월 28일에 자신의 공식 홈페이지를 통해 음악가 사하시 요시유키(佐橋佳幸)와 결혼했다고 발표했하면서 모두 잠재웠다. 사하시는 16살 연상이다. 

## 음반 목록

### 앨범
- 정식 앨범

| 출시일           | 제목(원어)        | 제목(풀이)           |
| ---------------- | ----------------- | -------------------- |
| 1997년 6월 28일  | 空の鏡            | 하늘의 거울          |
| 1998년 9월 23일  | アイノトビラ      | 사랑의 문            |
| 2000년 3월 23일  | いつか、桜の雨に… | 언젠가, 벛꽃 비에... |
| 2001년 6월 13일  | a Piece of life   |                      |
| 2003년 2월 19일  | Home grown        |                      |
| 2003년 10월 8일  | Harvest songs     |                      |
| 2006년 4월 26일  | 僕らがいた        | 우리들이 있다        |
| 2007년 4월 25일  | 8th Cherish You   |                      |
| 2009년 11월 25일 | 9thTime for music |                      |
| 2017년           | 明日はどこから    | 내일은 어디에서      |

- 라이브 앨범

| 출시일          | 제목                                        |
| --------------- | ------------------------------------------- |
| 2002년 2월 21일 | 松たか子 concert tour vol.1                 |
| 2004년 3월 24일 | Matsu Takako concert tour 2003"second wave" |

- 베스트 앨범

| 출시일          | 제목                                      |
| --------------- | ----------------------------------------- |
| 2001년 12월 5일 | Five years～singles                       |
| 2005년 6월 28일 | Matsu Takoko Single collection 1999-2005  |
| 2008년 6월 25일 | 10th Anniversary Complete Best "Footstep" |

### 싱글
| 출시일           | 제목(원어)       | 제목(풀이)           |
| ---------------- | ---------------- | -------------------- |
| 1997년 3월 21일  | 明日、春が来たら | 내일 봄이 온다면     |
| 1997년 5월 21일  | I STAND ALONE    |                      |
| 1997년 6월 21일  | WIND SONG        |                      |
| 1997년 11월 21일 | 真冬のメモリーズ | 한겨울의 기억        |
| 1998년 3월 25일  | サクラ・フワリ   | 사쿠라・후와리       |
| 1998년 5월 27일  | ごめんね         | 미안해               |
| 1998년 9월 4일   | Stay with me     |                      |
| 1999년 9월 22일  | 夢のしずく       | 꿈의 물방울          |
| 1999년 11월 17일 | 月のダンス       | 달의 댄스            |
| 2000년 2월 9일   | 桜の雨、いつか   | 벛꽃의 비, 언젠가    |
| 2000년 10월 25일 | 優しい風         | 부드러운 바람        |
| 2001년 3월 14일  | コイシイヒト     | 그리운 사람          |
| 2001년 10월 24일 | 花のように       | 꽃처럼               |
| 2002년 6월 26일  | Clover           |                      |
| 2002년 11월 13일 | 明日にくちづけを | 내일에 입맞춤을      |
| 2003년 7월 23일  | ほんとの気持ち   | 진심의 마음          |
| 2004년 9월 1일   | 時の舟           | 시간의 배            |
| 2005년 4월 6일   | 未来になる       | 미래가 되다          |
| 2006년 3월 22일  | 明かりの燈る方へ | 빛이 떠오르는 쪽으로 |
| 2006년 11월 29일 | みんなひとり     | 모두 혼자            |
| 2009년 10월 27일 | 君となら         | 너와 함께라면        |

## 출연 작품

### 영화
| 연도   | 제목                                                 | 역할                   |
| ------ | ---------------------------------------------------- | ---------------------- |
| 1997년 | 《도쿄 맑음》                                        | 미즈타니               |
| 1998년 | 《4월 이야기》                                       | 니레노 우즈키          |
| 2003년 | 《나인 소울스》                                      | 유키                   |
| 2004년 | 《숨겨진 검 오니노츠메》                             | 사에                   |
| 2006년 | 《우쵸우텐 호텔》                                    | 다케모토 하나          |
| 2006년 | 《브레이브 스토리》                                  | 미타니 와타루 (목소리) |
| 2007년 | 《오다기리 조의 도쿄 타워》                          | 미즈에                 |
| 2007년 | 《HERO》                                             | 아마미야 마이코        |
| 2008년 | 《K-20: 괴도가면》                                   | 하시바 요코            |
| 2009년 | 《비욘의 아내》                                      | 사치                   |
| 2010년 | 《고백》                                             | 모리구치 유코          |
| 2010년 | 《오시카무라 소동기》                                | 오리이 미에            |
| 2010년 | 《원라이프》                                         | 내레이션               |
| 2011년 | 《이마와노 키요시로 나니와 설리반 쇼: 감도 최고!!!》 |                        |
| 2012년 | 《꿈을 파는 두 사람》                                | 이치자와 리코          |
| 2014년 | 《겨울왕국》                                         | 엘사-눈의 여왕         |
| 2018년 | 《온다》                                             | 히가 마코토            |
| 2020년 | 《라스트 레터》                                      | 카스베노 유리          |
| 2020년 | 《더 패스: 라스트 데이즈 오브 더 사무라이》          |                        |
| 2025년 | 《첫 번째 키스》                                     | 스즈리 칸나            |

### 드라마

#### NHK
- 꽃의 난 -- 히노 도미코 역 - 1994년
- 쿠라(藏) - 다노우치 레츠 (田乃内烈 역) - 1995년
- 히데요시 -- 요도 역 - 1996년
- 하루노리(春燈) -- 토미타 아야코 (富田綾子) 역 - 1997년
- 카이(櫂) -- 토미타 키와 (富田喜和) 역 - 1999년

#### 후지 TV
- 롱 베케이션 -- 오쿠사와 료코(奥沢涼子) 역 - 1996년
- 후루하타 닌자부로 -- 모리 사키 (毛利 サキ) 역(시리즈2, 8화) - 1996년
- 이런 나에게 누가 했지 -- 이와사키 나츠코 (岩崎奈津子 역) - 1996년
- 내가 나로 있기 위해 - 무라나카 히로코 (村中 宏子) 역 - 1997년
- 한지붕 아래에2 -- 모치즈키 미키(望月実希) 역 - 1997년
- 러브 제너레이션 -- 우에스기 리코(上杉理子) 역 - 1997년
- 진베 -- 타카나시 미쿠(高梨美久) 역 - 1998년
- 오늘밤은 영업중 -- 타카마츠 카나코 (高松かな子) - 1999년
- 중매 결혼 -- 나카타니 세츠코(中谷節子) 역 - 2000년
- 慎吾ママドラマSP〝おっはー〟は世界を救う! - 마츠 다카코(松たか子) 역 - 2001년
- HERO (드라마) - 아마미야 마이코 (雨宮 舞子) 역 - 2001년
- 추신구라 1/47 - 아구리 (阿久利) 역 - 2001년
- 27시간 TV 스페셜 드라마 도쿄 이야기 - 히라야마 (平山紀子) 역 - 2002년
- 언제나 둘이서 - 타니마치 미즈호 (谷町瑞穂) 역 - 2003년
- 배우혼! - 카라스야마 히토미 (烏山瞳美) 역 - 2006년 10월
- THE 우쵸우텐 호텔 - 2006년 12월 30일

#### TBS
- 료마가 간다 -- 지바 사나코(千葉さな子) 역 - 1997년
- 고향의 연가 -- 나이토 (内藤桃代) 역 - 1997년
- 잉어 -- 야마시타 카오루(山下薫子) 역 - 1998년
- 밝은 곳으로 밝은 곳으로 -- 카네코 테루(카네코 미스즈, 金子みすゞ) 역 - 2001년
- 히로시마 1945년 8월 6일 - 야지마 시노부 (矢島志のぶ) 역 - 2005년

#### 그외
- 생방송은 멈추지 않아! - 마츠 다카코(松たか子) 역 - 2003년, 테레비 아사히
- 료마가 간다! -- 大浦屋お慶 역 - 2004년, 테레비 도쿄

### 연극
- 극단☆신칸센 메탈 멕베스～SHINKANSEN☆RS(2006년)
- 낭인가(2004년)
- 라 만치의 남자(1995년, 1997년, 1999년, 2002년 2005년)
- 멋진 유령 오지사누(1994년)
- 모차르트!(2002년)
- 미스 사이공(2004년)
- VOYAGE ~배 위의 사육제~(2000년)
- 여름 호텔 (2001년)
- 오일(2003년)
- 오케비!(2000년)
- 오하츠(2004년)
- 인정신문칠원결(1993년)
- 위작 죄와 벌(2005년~2006년)
- 천애의 꽃(1999년)
- 세츠안의 선인(1999년, 2001년)
- 폭풍의 언덕(2002년)
- 폭포의 백사 쥰사이한(1994년)
- 코카서스의 흑백의 바퀴(2005년)
- 햄릿(1995년, 1998년)
- 히바리(2007년)

## 수상 내역
- 1997년 - 제12회 일본 골든디스크 대상 - The Best New Artist of the Year
- 2003년 - 기노쿠니야연극상(紀伊國屋演劇賞)
- 2004년 - 제22회 호우치영화상 최우수 신인상 - <도쿄맑음>
- 2004년 - 제29회 호우치영화상 최우수 주연여우상 - <비검 오니노츠메>
- 2006년 - 제43회 골든애로우상 연극상